# بژیژنوندیژک
شهر بژیژنوندیژک (به فرانسوی: Begijnendijk) در ناحیه اداری لوان در استان فلومیش بربان در منطقه فلاندری در کشور بلژیک واقع شده‌است.